# Tuyến Yokosuka
Tuyến Yokosuka (横須賀線 (Hoành Tu Hạ Tuyến) Yokosuka-sen) là một tuyến đường sắt ở Nhật Bản được vận hành bởi Công ty Đường sắt Đông Nhật Bản (JR East).
Tuyến Yokosuka kết nối ga Tokyo với ga Kurihama ở Yokosuka, Kanagawa. Tuyến Yokosuka chính thức dài 23,9 km giữa ga Ōfuna và ga Kurihama, nhưng toàn tuyến nói chung vẫn được gọi dưới tên là "Tuyến Yokosuka".

## Thông tin cơ bản

### Thông số chính thức
- Công ty điều hành, độ dài: 
  - JR East (Dịch vụ và đường ray)
    - Ōfuna — Kurihama: 23,9 km (14,9 mi)

  - Công ty Vận tải Đường sắt Nhật Bản (JR Freight) (Dịch vụ)
    - Ōfuna — Zushi: 8,4 km (5,2 mi)
- Đoạn có ray đôi (2 chiều): Ōfuna – Yokosuka
- Tín hiệu đường sắt: Centralized Traffic Control (CTC)

### JR East
- Tokyo — Kurihama: 73,3 km (45,5 mi)
- Đoạn có ray đôi (2 chiều): Tokyo – Yokosuka
- Tín hiệu đường sắt: Centralized Traffic Control (CTC)
- Tốc độ tối đa: 120 km/h (75 mph)

## Lộ trình
Tuyến Yokosuka đi ngầm giữa ga Tokyo và ga Shinagawa (song song với Tuyến Tōkaidō Chính, Tuyến Yamanote và Tuyến Keihin-Tōhoku) sau đó đi dọc theo hướng Tây, song song với Tōkaidō Shinkansen dẫn đến Kawasaki. (sự bố trí này về mặt kỹ thuật, tên là Tuyến Tuyến Hinkaku (品鶴線 (Phẩm Hạc Tuyến) Hinkaku-sen), vốn ban đầu xây dựng để phục vụ vận tải; xem thêm ở dưới.) Nó tái hợp với hành lang của Tuyến Tōkaidō Chính gần ga Tsurumi và theo đó xuống đến Ōfuna, tới đây lại rẽ sang hướng Đông Nam về Bán đảo Miura.

## Các dịch vụ
Các tàu trên Tuyến Yokosuka dừng ở tất cả các ga trên đường đi. Đa phần các tàu có 11, với 2 toa có tên là Green Car (toa cao cấp). Các tàu còn lại nối từ Tokyo đến Zushi có 15 toa—chính là tàu 11 toa nối thêm 4 toa ở đầu. (Do các ga từ Zushi đến Kurihama có chiều dài chờ sân ga ngắn, 4 toa ở đầu được tách ra/nối vào ở Zushi, chỉ có tàu 11 toa chạy tiếp cho tới Kurihama). Một vài tàu chạy ban ngày giữa Zushi và Kurihama chỉ có 4 toa mà không có toa cao cấp Green Car. Thỉnh thoảng sẽ có một vài tàu tốc hành (bỏ qua các ga nhỏ) đến thẳng sân bay Narita nhưng vẫn chạy dưới dạng tàu local (dừng ở tất cả các ga) ở trên Tuyến Yokosuka.
Các tàu local trên Tuyến Shōnan-Shinjuku dừng ở tất cả các ga trên Tuyến Yokosuka giữa Nishi-Ōi and Zushi.
Về Tàu tốc hành đặc biệt Narita Express và các tàu tốc hành khác, xem thêm ở dưới.
Đa phần các tàu của Tuyến Yokosuka đều đi tiếp sau khi qua ga cuối Tokyo để phục vụ Tuyến Sōbu (tốc hành) tới Chiba và ngược lại. Tuy nhiên, nếu có sự cố, chậm tàu thì chúng sẽ quay đầu lại tại ga Tokyo. Tất cả các hướng rẽ sau khi qua Chiba gồm có:
- Hướng đến ga cuối Kazusa-Ichinomiya trên Tuyến Sotobō
- Hướng đến ga cuối Kimitsu trên Tuyến Uchibō
- Hướng đến sân bay Narita trên Tuyến Narita (Airport Narita)
- Hướng đến ga cuối Kashima-Jingū trên Tuyến Kashima
- Hướng đến ga cuối Narutō trên Tuyến Sōbu Chính

## Danh sách ga
Đoạn giữa Yokosuka và Kurihama là ray đơn; các tàu chỉ có thể tránh nhau ở ga Kinugasa - ga giữa đường và ga Kurihama - ga cuố.
| Tên tuyến           | Mã số   | Ga              | Hán tự   | Khoảng cách (km) | Khoảng cách (km)        | Khoảng cách (km)  | Tàu Liner | Có thể đổi tuyến | Địa điểm              | Địa điểm |
| Tên tuyến           | Mã số   | Ga              | Hán tự   | Giữa các ga      | Từ ga đầu tiên          | Từ ga đầu tiên    | Tàu Liner | Có thể đổi tuyến | Địa điểm              | Địa điểm |
| ------------------- | ------- | --------------- | -------- | ---------------- | ----------------------- | ----------------- | --------- | --- | --------------------- | -------- |
| Tuyến Tōkaidō Chính | TYOJO19 | Tokyo           | 東京     | -                | 0,0                     |                   | ●         | - JO Tuyến Sōbu (tốc hành) (phục vụ tiếp nối) - Tokaido Shinkansen - Tohoku Shinkansen - Yamagata Shinkansen - Akita Shinkansen - Hokkaido Shinkansen - Joetsu Shinkansen - Hokuriku Shinkansen - JC Chūō Line - JY Tuyến Yamanote - JK Tuyến Keihin-Tōhoku - JT Tuyến Tōkaidō Chính - JE Tuyến Keiyo - Tokaido Shinkansen - M Tuyến Tokyo Metro Marunouchi (M-17) - T Tuyến Tokyo Metro Tozai (Ōtemachi: T-09) | Chiyoda               | Tokyo    |
| Tuyến Tōkaidō Chính | SMBJO18 | Shimbashi       | 新橋     | 1,9              | 1,9                     |                   | ●         | - JY Tuyến Yamanote - JK Tuyến Keihin-Tōhoku - JT Tuyến Tōkaidō - G Tuyến Tokyo Metro Ginza (G-08) - A Tuyến Toei Asakusa (A-10) - Tuyến Yurikamome (U-01) | Minato                | Tokyo    |
| Tuyến Tōkaidō Chính | SGWJO17 | Shinagawa       | 品川     | 4,9              | 6,8                     |                   | ●         | - JY Tuyến Yamanote - JK Tuyến Keihin-Tōhoku - JT Tuyến Tōkaidō - Tokaido Shinkansen - KK Tuyến Keikyu Chính | Minato                | Tokyo    |
| Tuyến Tōkaidō Chính | JO16    | Nishi-Ōi        | 西大井   | 3,6              | 10,4                    |                   | ｜        | JS Tuyến Shōnan-Shinjuku (hướng Ōsaki) | Shinagawa             | Tokyo    |
| Tuyến Tōkaidō Chính | MKGJO15 | Musashi-Kosugi  | 武蔵小杉 | 6,4              | 16,8                    |                   | ｜        | - JS Tuyến Shōnan-Shinjuku - JN Tuyến Nambu - TY Tuyến Tokyu Toyoko - MG Tuyến Tokyu Meguro | Nakahara-ku, Kawasaki | Kanagawa |
| Tuyến Tōkaidō Chính | JO14    | Shin-Kawasaki   | 新川崎   | 2,7              | 19,5                    |                   | ｜        | | Saiwai-ku, Kawasaki   | Kanagawa |
| Tuyến Tōkaidō Chính | —       | Tsurumi         | (鶴見)   | 5,1              | qua Shin- Kawasaki 24,6 | qua Kawasaki 21,7 | ｜        | Chỉ là một điểm trên tuyến, các tàu không dừng tại ga này | Tsurumi-ku, Yokohama  | Kanagawa |
| Tuyến Tōkaidō Chính | YHMJO13 | Yokohama        | 横浜     | 7,1              | 31,7                    | 28,8              | ｜        | - JK Tuyến Keihin-Tōhoku - JK Tuyến Negishi - JT Tuyến Tōkaidō - TY Tuyến Tokyu Toyoko - KK Tuyến Keikyū Chính - Tuyến Sotetsu Chính - Tuyến ngầm Yokohama: Blue Line (B20) - Tuyến Minatomirai | Nishi-ku, Yokohama    | Kanagawa |
| Tuyến Tōkaidō Chính | JO12    | Hodogaya        | 保土ヶ谷 | 3,0              | 34,7                    | 31,8              | ｜        | | Hodogaya-ku, Yokohama | Kanagawa |
| Tuyến Tōkaidō Chính | JO11    | Higashi-Totsuka | 東戸塚   | 4,9              | 39,6                    | 36,7              | ｜        | | Totsuka-ku, Yokohama  | Kanagawa |
| Tuyến Tōkaidō Chính | TTKJO10 | Totsuka         | 戸塚     | 4,2              | 43,8                    | 40,9              | ｜        | - JS Tuyến Shōnan-Shinjuku - JT Tuyến Tōkaidō - Tuyến ngầm Yokohama: Blue Line (B06) | Totsuka-ku, Yokohama  | Kanagawa |
| Tuyến Tōkaidō Chính | OFNJO09 | Ōfuna           | 大船     | 5,6              | 49,4                    | 46,5              | ●         | - JT Tuyến Tōkaidō - JK Tuyến Negishi - Tuyến Shōnan Monorail | Kamakura              | Kanagawa |
| Tuyến Yokosuka      | OFNJO09 | Ōfuna           | 大船     | 5,6              | 49,4                    | từ Ofuna 0,0      | ●         | - JT Tuyến Tōkaidō - JK Tuyến Negishi - Tuyến Shōnan Monorail | Kamakura              | Kanagawa |
| Tuyến Yokosuka      | JO08    | Kita-Kamakura   | 北鎌倉   | 2,3              | 51,7                    | 2,3               | ｜        | | Kamakura              | Kanagawa |
| Tuyến Yokosuka      | JO07    | Kamakura        | 鎌倉     | 2,2              | 53,9                    | 4,5               | ●         | Tuyến xe điện Enoshima (Enoden) | Kamakura              | Kanagawa |
| Tuyến Yokosuka      | JO06    | Zushi           | 逗子     | 3,9              | 57,8                    | 8,4               | ●         | KK Tuyến Keikyū Zushi (Shin-Zushi) | Zushi                 | Kanagawa |
| Tuyến Yokosuka      | JO05    | Higashi-Zushi   | 東逗子   | 2,0              | 59,8                    | 10,4              |           | | Zushi                 | Kanagawa |
| Tuyến Yokosuka      | JO04    | Taura           | 田浦     | 3,4              | 63,2                    | 13,8              |           | | Yokosuka              | Kanagawa |
| Tuyến Yokosuka      | JO03    | Yokosuka        | 横須賀   | 2,1              | 65,3                    | 15,9              |           | KK Tuyến Keikyū Chính (Hemi, Shioiri) | Yokosuka              | Kanagawa |
| Tuyến Yokosuka      | JO02    | Kinugasa        | 衣笠     | 3,4              | 68,7                    | 19,3              |           | | Yokosuka              | Kanagawa |
| Tuyến Yokosuka      | JO01    | Kurihama        | 久里浜   | 4,6              | 73,3                    | 23,9              |           | KK Tuyến Keikyū Kurihama (Keikyū Kurihama) | Yokosuka              | Kanagawa |

## Lịch sử
Tuyến Yokosuka được xây dựng do yêu cầu của Nội các Nhật Bản từ Hải quân và Lục quân ngày 22 tháng 6 năm 1886, do sự thiếu hụt với nhu cậu vận tải bộ tới Yokosuka, một trong những căn cứ quân đội quan trọng của đất nước. Vào ngày 22 tháng 4 năm 1887, Nội các đặt hàng Công ty Đường sắt nhà nước xây dựng tuyến này với nguồn vốn chuyển từ vốn cho xây dựng Tuyến Tōkaidō. Sau quá trình chưng cầu ý kiến từ tháng 7 tới tháng 12 năm 1887, việc xây dựng được bắt đầu từ Ōfuna đến Yokosuka vào tháng 1, 1888 và hoàn thành vào tháng 6 năm 1889 tiêu tốn tổng cộng 408.480 yên. Tuyến được đưa vào vận hành ngày 16 tháng 6 năm 1889.

### Dấu mốc thời gian
- 16 tháng 6 năm 1889: Đoạn giữa Ōfuna và Yokosuka hình thành với các ga trung gian: Kamakura và Zushi
- 1 tháng 4 năm 1895: Tuyến trở thành một phần của Tuyến Tōkaidō
- 1 tháng 5 năm 1904: Mở cửa ga Taura
- 12 tháng 10 năm 1909: Tuyến đổi tên thành Yokosuka
- 12 tháng 8 năm 1914: Tuyến có đường ray đôi từ Zushi đến Numama (xây mới giữa Zushi và Taura)
- 13 tháng 9 năm 1916: Tuyến có đường ray đôi từ Ōfuna đến Kamakura
- Tháng 3, 1917: Tuyến có đường ray đôi từ Kamakura đến Zushi
- 20 tháng 10 năm 1920: Tuyến có đường ray đôi từ Numama đến Taura
- 25 tháng 12 năm 1924: Tuyến có đường ray đôi từ Taura đến Yokosuka
- 23 tháng 12 năm 1925: Toàn tuyến được điện khí hóa; các đầu tàu chạy điện hoạt động từ Tokyo đến Yokosuka
- 20 tháng 5 năm 1927: Ga Kita-Kamakura được mở cửa (tạm thời)
- 15 tháng 3 năm 1930: Tất cả các toa tàu được điện khí hóa
- 1 tháng 10 năm 1930: Ga Kita-Kamakura được mở cửa chính thức
- 1 tháng 4 năm 1944: Tuyến được mở rộng tới Kurihama; Ga Kinugasa được mở cửa
- Tháng 4–tháng 8 năm 1945: Ga Sagami-Kanaya (tạm thời) được mở cửa phục vụ một căn cứ quân sự giữa Yokosuka và Kinugasa
- 1 tháng 4 năm 1952: Ga Higashi-Zushi được mở cửa
- 16 tháng 6 năm 1968: Hành lý trên một chuyến tàu Yokosuka phát nổ gần ga Ōfuna, làm 1 người thiệt mạng và 14 người bị thương. Thủ phạm là một người đàn ông, nói rằng không muốn làm hại bất kỳ ai mà chỉ muốn đe dọa người vợ cũ; tuy nhiên, người này vẫn bị kết án tử hình.
- 1 tháng 10 năm 1974: Các dịch vụ vận tải bị loại bỏ giữa Yokosuka và Kurihama
- 1 tháng 10 năm 1976: Đường ray đôi ngầm mới dưới lòng đất giữa Tokyo và Shinagawa được mở; các tàu của Tuyến Sōbu (tốc hành) dừng tại bến cuối Shinagawa
- 1 tháng 10 năm 1980: Chia tách ray của Tuyến Tōkaidō giữa Tokyo và Ōfuna để phục vụ Tuyến Yokosuka; Ga Shin-Kawasaki, Higashi-Totsuka được mở; Ga Hodogaya chỉ phục vụ tàu của Yokosuka
- 1 tháng 2 năm 1984: Các dịch vụ vận tải bị loại bỏ giữa Yokosuka và Zushi
- 2 tháng 4 năm 1986: Ga Nishi-Ōi được mở cửa
- 2 tháng 5 năm 1998: Thông tuyến tại Zushi từ Tuyến Yokohama và Tuyến Negishi hoạt động vào cuối tuần và các ngày nghỉ lễ
- 1 tháng 12 năm 2001: Tuyến Shōnan-Shinjuku được khai trương
- 16 tháng 10 năm 2004: Có thay đổi lớn trên Tuyến Shōnan-Shinjuku; các tàu không còn dừng tại ga cuối Shinjuku nữa
- 1 tháng 5 năm 2006: JR Freight ngừng hoạt động giữa Taura và Zushi
- 15 tháng 3 năm 2008: Thông tuyến vào cuối tuần/ngày lễ đến Zushi từ Tuyến Yokohama và Tuyến Negishi bị loại bỏ; Sàn chờ tàu mới cho tuyến Yokosuka được xây dựng ở ga Shinagawa
- 13 tháng 3 năm 2010: Tuyến Yokosuka bắt đầu kết nối, hoạt động với ga Musashi-Kosugi
- 13 tháng 3 năm 2015: Tàu Ohayō Liner Zushi và Home Liner Zushi bị loại bỏ.

### Tuyến Hinkaku
Tuyến Hinkaku (品鶴線 (Phẩm Hạc Tuyến) Hinkaku-sen) ban đầu được xây dựng để san sẻ lưu lượng vận tải với Tuyến Tōkaidō Chính hết sức bận rộn, cung cấp một tuyến đường thay thế từ Tokyo đến Tsurumi. Sau vụ nổ năm 1967, các tàu vận tải bị cấm tham gia vào mạng lưới giao thông hành khách Tokyo, do đó thúc đẩy việc xây dựng Tuyến Musashino. Tuyến Musashino mới này được kết nối với Tuyến Hinkaku gần 6 km về phía Bắc của ga Tsurumi gần Musashi-Kosugi, dần dần trở thành tuyến vận tải chính sau khi được mở cửa 1975. Điều này dẫn tới một lượng đáng kể các đường ray đôi của Tuyến Hinkaku bị lãng phí.
Nhằm đưa đường ray này vào phục vụ hành khách, một đường ray 6 km mới được xây dựng giữa ga Tsurumi và Tuyến Musashino, để kết nối phần ray không sử dụng của Tuyến Hinkaku. Hai ga mới đã được xây dựng: một là (Shin-Kawasaki) nằm rất gần ga Kashimada của Tuyến Nambu vào năm 1980 và hai là Nishi-Ōi năm 1986. Ga thứ ba - Musashi-Kosugi Station mở cửa năm 2010 cho phép chuyển tàu sang Tuyến Nambu cũng như Tuyến Tōkyū Tōyoko và Tuyến Tōkyū Meguro.